# Werner Kreindl
Werner Kreindl (Wels, 20 ottobre 1927 – Wagrain, 6 giugno 1992) è stato un attore austriaco, che fu attivo principalmente in campo televisivo e teatrale
.
Complessivamente, tra cinema e - soprattutto - televisione, apparve in circa 150 differenti produzioni a partire dalla fine degli anni cinquanta, lavorando soprattutto in vari film TV.  Il suo ruolo più famoso fu quello del Commissario Capo Karl Göttmann nella serie televisiva Soko 5113, ruolo interpretato dal 1978 al 1992 (anno della morte); era inoltre, tra l'altro, un volto noto al pubblico per essere apparso come guest-star in vari episodi delle serie televisive L'ispettore Derrick e Il commissario Köster.
Era il marito dell'attrice tedesca Diana Körner.

## Filmografia parziale

### Cinema
- Zwei Bayern in Bonn (1962)
- Omicidio al 17º piano (1970)
- La formula, regia di John G. Avildsen  (1980)
- So weit das Auge reicht (1980)
- Seitenstechen (1985)
- Die Schokoladenschnüffler (1986)
- Geld oder Leber! (1986)
- Kunyonga - Mord in Afrika (1986)
- Bei mir liegen Sie richtig (1990)
- Der 13. Tag (1991)

### Televisione
- Peripherie - film TV (1959)
- Der gute Mensch von Sezuan - film TV (1966)
- Das Kriminalmuseum - serie TV, 1 episodio (1967)
- Das Attentat - Der Tod des Engelbert Dollfuß - film TV (1967)
- Fernfahrer - serie TV, 2 episodi (1967)
- Die fünfte Kolonne - serie TV, 1 episodio (1967)
- Die Flucht nach Holland - film TV (1967)
- Fräulein Julie - film TV (1968)
- Epitaph für einen König - film TV (1969)
- Im Auftrag der schwarzen Front - film TV (1969)
- Amerika oder der Verschollene - film TV (1969)
- Die Kuba-Krise 1962 - film TV (1969)
- Rebellion der Verlorenen - miniserie TV, 1 episodio (1969)
- Das Haus Lunjowo - film TV (1970)
- Unter Kuratel - film TV (1970)
- Sir Henri Deterding - film TV (1970)
- Millionen nach Maß  - miniserie TV, 2 episodi (1970)
- Der Kommissar - serie TV, 3 episodi (1970-1975) - ruoli vari
- Die Münchner Räterepublik - serie TV, 2 episodi (1971)
- Das Abenteuer eines armen Christenmenschen - film TV (1971)
- Oliver - film TV (1971)
- Die rote Kapelle - miniserie TV (1972)
- Ferdinand Lassalle - film TV (1972)
- Ein Wochenende des Alfred Berger - film TV (1972)
- Lawinenpatrouille - serie TV, 1 episodio (1973)
- Der Teufelsschüler - film TV (1973)
- Tatort - serie TV, 1 episodio (1974)
- Der Monddiamant - miniserie TV, 2 episodi (1974)
- Selbstbildnis Béatrice S. - film TV (1974)
- L'ispettore Derrick - serie TV, ep. 02x01, regia di Theodor Grädler (1975)
- Squadra speciale K1 - serie TV, 1 episodio (1975)
- Kennwort: Fasanenjagd München 1945 - film TV (1975)
- Taxi 4012 - film TV (1975)
- Der Winter, der ein Sommer war - miniserie TV (1976)
- Eichholz und Söhne - serie TV, 6 episodi (1976)
- Olocausto - miniserie TV, 2 episodi (1978)
- Wallenstein - miniserie TV, 4 episodi (1978)
- Stützen der Gesellschaft - film TV (1978)
- Soko 5113 - serie TV, 126 episodi (1978-1992)
- Die großen Sebastians - film TV (1979)
- Il commissario Köster - serie TV, 6 episodi (1979-1985) - ruoli vari
- L'ispettore Derrick - serie TV, ep. 07x04, regia di Zbyněk Brynych (1980)
- Polizeiinspektion 1 - serie TV, 1 episodio (1980)
- Der Schüler Gerber - film TV (1981)
- L'ispettore Derrick - serie TV, ep. 09x02, regia di Theodor Grädler (1982)
- Das Dorf an der Grenze - serie TV, 1 episodio (1982)
- Krimistunde - serie TV (1982)
- Der schwarze Bumerang - miniserie TV, 1 episodio (1982)
- Venti di guerra - miniserie TV, 6 episodi (1983)
- Gestern bei Müllers - serie TV, 1 episodio (1983)
- Unsere schönsten Jahre - serie TV, 12 episodi (1983-1985)
- Das schöne Ende dieser Welt - film TV (1984)
- Sketch-up - serie TV (1984)
- Der eiserne Weg - serie TV, 1 episodio (1985)
- Ein Mann macht klar Schiff - serie TV, 1 episodio (1985)
- La clinica della Foresta Nera - serie TV, 2 episodi (1985)
- Top Kids - film TV (1987)
- Facciaffittasi - miniserie TV (1987)
- Ein Fall für TKKG - serie TV, 1 episodio (1987)
- Ein heikler Fall - serie TV, 1 episodio (1988)
- Liebling Kreuzberg - serie TV, 1 episodio (1988)
- Das Winterhaus - film TV (1988)
- Hessische Geschichten - serie TV, 1 episodio (1988)
- L'ispettore Derrick - serie TV, ep. 16x04, regia di Zbyněk Brynych (1989)
- Dido - Das Geheimnis des Fisches - miniserie TV (1991)
- Am dreizehnten Tag - film TV (1991)
- Der Tod kam als Freund - film TV (1991)